# 卡洛·布拉西斯
卡洛·布拉西斯（Carlo Blasis，1797年11月4日—1878年1月15日）是出生于那不勒斯的意大利舞蹈家、编舞家和舞蹈理论家。其广为人知的一面是其非常严格的舞蹈课，有时长达四个小时。他在法国、意大利、英国和俄罗斯跳舞。布拉西斯坚持让他的学生学习舞步的理论和定义。他培训过恩里科·切凯蒂的所有老师，人们认为布拉西斯在其教学中的影响，导致切凯蒂创造了芭蕾舞的切凯蒂方法。

## 成就
1820年，他在名为《舞蹈艺术的基础、理论与实践论文》（Traité élémentaire, théorique, et pratique de l'art de la danse）的作品中发表了对芭蕾舞技巧的分析。他最出名的是一个名为“翔姿”（Attitude）的姿势，该姿势衍生自 詹博洛尼亚的著名雕像墨丘利（Mercury）。恩里科·切凯蒂发展了他的指导方法及理论。
即使在他的时代，布拉西斯最出名的也不是他众多的编舞作品（如今已无一幸存），而是他关于舞蹈理论的著作。他首先将轻盈和优雅等芭蕾概念与运动中身体的几何学和物理学相协调。在1828年出版的《快感代码》中，布拉西斯编写了一套有明确定义的舞蹈姿势“字母表”。这可能是舞蹈全面系统化的第一次尝试。
布拉西斯严重依赖数学几何和物理学，使舞蹈理论变得激进。他引入了“运动轴”的概念——一条穿过身体且垂直于地面的轴，它描述了身体的平衡中心。
布拉西斯也对舞蹈教学做出了贡献。他建议教师首先描述以其姿势索引指标勾勒的身体形象，然后让学生记住它们，再尝试用身体来表现它们。“最勤奋的[学生]可能会在小石板上抄下这些体形，并带回家学习，就像孩子开始拼写、学习角书一样。”
通过编入“字母表”中的姿势，布拉西斯认为舞者可以达到芭蕾舞所期望的动作品质，例如轻松的动作以及优雅。在他的《舞蹈笔记，历史与实践》（Notes Upon Dancing, Historical and Practical）中，布拉西斯称赞了某些芭蕾舞剧丰富的情感。例如，在谈到“那不勒斯塔兰泰拉”（The Neapolitan Tarantella）时，他赞叹“每一个动作都充满了爱与欢乐”，“每一个手势和动作都充满了诱人的优雅”。因此，布拉西斯最终希望舞者，能够在编舞所要求的，和《快感代码》所概述的代码化、条理化的姿势之上，对情感表达进行分层。
通过这些实践，布拉西斯的目标是“沿着古典路线的、新生的浪漫芭蕾”（the newborn Romantic ballet along classical lines）。正因如此，布拉西斯是领先于其时代的。在1800年代初期的浪漫时代，有一些艺术运动被认为过于激进，而他对这些特别感兴趣。例如，他率先对旋转动作进行了编码，将其分解为准备、旋转和完成。直到1800年代后期莫里斯·珀蒂帕的时代，紧随浪漫主义时代之后，像旋转这种大动作的舞步才在芭蕾舞编舞中广泛流行，而布拉西斯几十年前就在分析它们了。
从1838到1853年，布拉西斯和妻子阿努尼西亚塔·拉马西尼（Annuniciata Ramaccini）都是现在的斯卡拉剧院芭蕾舞学校的艺术指导。首席芭蕾舞演员范妮·塞里托、卡罗琳娜·罗萨蒂、索非亚·福科、阿玛莉亚·费拉里斯和卡洛塔·布里安扎都是他们的学生。布拉西斯将他特别引以为豪的七位舞者称为他的“普勒阿得斯”：玛丽埃塔·巴德纳、奥古斯塔·多米尼切蒂斯（Augusta Dominichettis）、阿玛莉亚·费拉里斯、索菲亚·福科、弗洛拉·法布里、卡罗琳娜·格兰齐尼（Carolina Granzini）和帕斯夸莱·博里（Pasquale Borri）。
布拉西斯在切尔诺比奥去世。